# Benromach
Benromach ist eine Whiskybrennerei in Forres, Moray, Schottland, Vereinigtes Königreich. Das Mälzereigebäude der Brennerei ist in den schottischen Denkmallisten in die Kategorie B einsortiert.

## Geschichte
Die Brüder Duncan und John MacCallum von der Glen Nevis Distillery in Campbeltown und F. W. Brickmann gründeten 1898 die Benromach Distillery Company. Sie beauftragten den Architekten Charles Doig mit der Planung der Brennerei, und gegen Ende des Jahres begannen die Bauarbeiten auf einem Gelände von Alexander Edward. Im Mai 1900 begann man mit der Produktion von Whisky, doch schon 1907 wurde die Brennerei stillgelegt, da Brickmann in finanzielle Schwierigkeiten geraten war. Jetzt versuchten es die MacCallums alleine unter dem Namen Forres Distillery, doch schon 1910 gaben sie auf und legten die Brennerei wieder still, bevor sie sie 1911 an Harvey McNair & Co verkauften. Diese betrieben die Destillerie von 1912 bis 1914 und verkauften sie nach dem Ersten Weltkrieg an John Joseph Calder, der sie sofort an die 1919 gegründete Benromach Distillery Ltd weiterverkaufte. Diese betrieben die Brennerei bis 1925. Die Stilllegung dauerte bis 1937, als die Brennerei von Joseph Hobbes gekauft wurde, welcher sie schon 1938 an Train & McIntyre weiterverkaufte. Train & McIntyre wurden 1953 durch die Distillers Company Limited (DCL) übernommen. DCL übergab die Brennerei ihrer Tochter Scottish Malt Distillers Ltd (SMD), welche sie 1966 renovieren ließen, 1968 den Malzboden in ein Lagerhaus umwandelten und 1974 zwei neue Brennblasen einbauten. Am 24. März 1983 wurde die Brennerei stillgelegt. Nach der Übernahme der DCL durch United Destillers, heute Diageo, wurden unter anderem die Brennblasen demontiert. 1993 wurden die ausgeräumte Brennerei und deren Lagerbestände durch Gordon & MacPhail gekauft. Diese renovierten die Destillerie und statteten sie mit zwei Brennblasen neu aus. Am 15. Oktober 1998 erfolgte die offizielle Wiedereröffnung durch Prinz Charles. Eines ihrer Produkte ist ein Whisky, basierend auf Gerste aus ökologischem Anbau (Benromach Organic).

## Produktion
Das Wasser der zur Region Speyside gehörenden Brennerei stammt aus den Chapelton-Quellen. Die Destillerie verfügt über einen Maischbottich (mash tun) (1,5 t) aus Edelstahl und vier Gärbottiche (wash backs) aus Lärchenholz (je 11.000 l). Destilliert wird in einer wash still (7.500 l) und einer spirit still (5.000 l), die durch Dampf erhitzt werden.